# Кизил-Шорське сільське поселення
Кизи́л-Шо́рське сільське поселення (рос. Кызыл-Шорское сельское поселение) — сільське поселення у складі Таштагольського району Кемеровської області Росії.
Адміністративний центр — селище Ключевий.

## Історія
Станом на 2002 рік існували Кизил-Шорська сільська рада (селища Великий Лабиш, Верх-Кочура, Верхній Таймет, Карбалик, Ключевий, Малий Лабиш, Сайзак, Сокушта, Чулеш) та Усть-Колзаська сільська рада (селища Камзас, Мрассу).

## Населення
Населення — 699 осіб (2019; 784 в 2010, 918 у 2002).

## Склад
До складу поселення входять:
| Населений пункт        | Населення, осіб (2002) | Населення, осіб (2010) |
| ---------------------- | ---------------------- | ---------------------- |
| Великий Лабиш, селище  | 2                      | 2                      |
| Верх-Кочура, селище    | 4                      | 10                     |
| Верхній Таймет, селище | 13                     | 9                      |
| Камзас, селище         | 6                      | 2                      |
| Карбалик, селище       | 15                     | 5                      |
| Ключевий, селище       | 365                    | 301                    |
| Малий Лабиш, селище    | 14                     | 11                     |
| Мрассу, селище         | 201                    | 199                    |
| Сайзак, селище         | 0                      | 0                      |
| Сокушта, селище        | 4                      | 6                      |
| Чулеш, селище          | 294                    | 239                    |